# Richie Ashburn
Don Richard Ashburn (Tilden, Nebraska, 19 de marzo de 1927-Nueva York, Nueva York, 9 de septiembre de 1997), más conocido como Richie Ashburn, fue un jugador profesional estadounidense de béisbol que se desempeñó en la posición de jardinero central en las Grandes Ligas de Béisbol (MLB). Es miembro del Salón de la Fama del Béisbol.

## Carrera
Ashburn jugó como profesional doce temporadas en Philadelphia Phillies (1948-1959), después pasó a Chicago Cubs (1960-1961), luego a New York Mets, donde jugó una temporada (1962), y fue el equipo en el que se retiró.

## Reconocimiento
En 1995, ingresó como miembro al Salón de la Fama del Béisbol.